# تپه بزرگ داوودآباد
تپه بزرگ داوودآباد مربوط به دوره اشکانیان است و در شهرستان اراک، بخش مرکزی، شهر داوودآباد واقع شده و این اثر در تاریخ ۱۸ اسفند ۱۳۸۷ با شمارهٔ ثبت ۲۵۰۱۵ به‌عنوان یکی از آثار ملی ایران به ثبت رسیده است.